# スポーツセンター
『スポーツセンター』（SportsCenter）は、アメリカ合衆国・ESPNのスポーツ情報番組である。2011年9月まで、日本ではJ SPORTSで「ニュース スポーツセンターUSA」のタイトルで放送されていた。

## 概要
『SportsCenter』は1979年9月7日、ESPNの開局と同時に放送を開始した。アメリカのプロスポーツ（いわゆる4大国技）・MLB・NBA・NFL・NHLの最新情報や、アメリカ国内外のスポーツ情報を放送している。現在、1日につき12回放送され、米のスポーツニュースの決定版といわれている。
ESPNの看板番組ということもあり、同番組のCMには過去にタイガー・ウッズ、コービー・ブライアント、ペイトン・マニングとイーライ・マニング兄弟、ランス・アームストロングなど、米国内の有名スポーツ選手が数多く出演している（詳細はThis is SportsCenterを参照）。その中で日本人として唯一、2006年に小林尊が同番組のCMに出演を果たしている。
日本語版では番組の冒頭で毎回「スポーツセンターへようこそ」と挨拶が行われていた。

## 日本での放送
1990年代初めにはNHK BS1で放送されていた。1993年より3年間、青島健太がキャスターを務め、トピックス毎に素材として現地の放送を挟むというスタイルを取っていた。
1996年、スポーツ・アイ ESPN開局（スポーツ・アイより局名変更）より同局で放送開始。一時期、シーラがキャスターを務める「スポーツセンター国際篇」もあった。
スポーツ・アイ ESPNとJ SPORTSの合併（2005年11月）により、2006年4月に改編されたJ sports ESPNでも引き続き放送されている。2006年10月から2008年3月までJ sports Plusでも放送されていた。
2006年4月より2010年3月まで、月曜深夜初回放送分は梅田陽子がキャスターを務める「マンデースペシャル」として放送。日本のプロ野球やサッカーなど、通常の番組では放送されない1週間のスポーツ情報をフォローしていた。
2010年4月以降、初回放送は原則としてJ sports ESPNで毎日23:50 - 0:45。以降昼ごろまで随時J SPORTSの各チャンネルで（J sports ESPN以外ではMLBの放送が開始された2009年6月以降）再放送していた。2009年3月には初回放送に先立ち、英語版（字幕・吹き替えなし）も放映されていた。
なお、放映権の関係で、現地の放送がカットされることもあった。2007年11月7日深夜放送分より、NFLの映像が使用できなくなった。
2011年9月29日初回放送分をもってJ SPORTSでの放送を終了した。